# Вигнанка (Сяноцький повіт)
Вигнанка (пол. Wygnanka)  — колишнє лемківське село, після Першої світової війни — частина села Надоляни (присілок) у Підкарпатському воєводстві Республіки Польща, Сяноцького повіту, гміна Буківсько. 

## Розташування
Знаходиться за 5 км на північний захід від Буківсько, 13 км на захід від Сяніка, 59 км на південь від Ряшева, при воєводській дорозі № 889.

## Історія
До 1918 року село знаходилось у межах Сяніцького повіту Королівства Галичини та Володимирії монархії Габсбургів (з 1867 року Австро-Угорщини).
Село було повністю спалене в травні 1915 р. в ході триденних боїв при відступі російської армії. Надалі відновлені будівлі зараховувались до села Надоляни і Вигнанка стала присілком.